# Vrăv
Vrăv (bulgariska: Връв) är ett distrikt i Bulgarien.   Det ligger i kommunen Obsjtina Bregovo och regionen Vidin, i den nordvästra delen av landet, 170 km norr om huvudstaden Sofia.